# رایینتسه
رایینتسه (به صربی: Rajince) یک منطقهٔ مسکونی در صربستان است که در پریچو واقع شده‌است. رایینتسه ۱۴٫۰۶ کیلومتر مربع مساحت و ۱٬۹۵۴ نفر جمعیت دارد.